# Kościół Matki Bożej Różańcowej w Ługach Ujskich
Kościół Matki Bożej Różańcowej w Ługach Ujskich – rzymskokatolicki kościół filialny należący do parafii św. Franciszka z Asyżu w Stobnie (dekanat Piła diecezji koszalińsko-kołobrzeskiej).

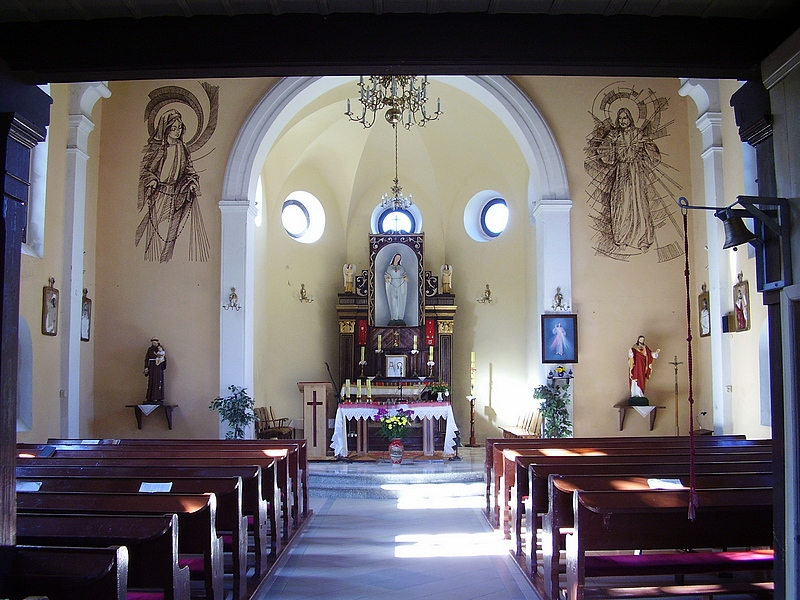
Wnętrze świątyni

Jest to dawny zbór ewangelicki wzniesiony w 1868 roku w stylu neogotyckim z elementami neoromańskimi. W 1948 roku świątynia została poświęcona jako kościół katolicki i otrzymała obecne wezwanie. Przy świątyni znajduje się drewniana dzwonnica, zbudowana w 1825 roku.